# Aulaconotus satoi
Aulaconotus satoi là một loài bọ cánh cứng trong họ Cerambycidae.